# Мадуэкве, Оджо
Оджо Мадуэкве (англ. Ojo Maduekwe; 6 мая 1945, Охафия, Абия, Колониальная Нигерия — 29 июня 2016, Абуджа, Нигерия) — нигерийский государственный деятель, министр иностранных дел Нигерии (2007—2010).

## Биография
В 1972 г. окончил юридический факультет Университета Нигерии и начал адвокатскую практику. С 1973 г. получил статус солиситора Верховного суда Нигерии.
В 1983 г. был избран в Национальное собрание, которое был распущено после военного переворота во главе с генерал-майором Мухаммаду Бухари в конце декабря того же года. Вернулся в общественно-политическую жизнь в 1988 г. после избрания в Учредительное собрание. 
- 1999 г. — министр культуры и туризма,
- 2001—2003 гг. — министр транспорта. Разработал первый 25-летний генеральный план развития железных дорог Нигерии. Являлся активным сторонником широкого использования велосипедов, получив прозвище "Оджо-велосипедист!. В то же время его оппоненты считали, что местные дороги небезопасным для велосипедистов, и сам министр однажды был подрезан автобусом в канаву, когда ехал на работу на велосипеде,
- 2003—2005 гг. — советник президента по правовым и конституционным вопросам,
- 2007—2010 гг. — министр иностранных дел.

Был известен как первый министр, который создал трехуровневую антикоррупционную систему, которое стало образцом для других министерств и правительственных учреждений. 
Избирался национальным секретарем правящей политической партии Народно-демократическая партии (НДП) (2005—2007). Являлся заместителем руководителя президентской кампании 2011 г. Гудлака Джонатана. Был номинирован на должность секретаря кабинета министров, но не был утвержден из-за оппозиции.
С 2012 по 2015 гг. — посол Нигерии в Канаде.